# GMOシステムコンサルティング
GMOシステムコンサルティング（ジーエムオーシステムコンサルティング、英：GMO System Consulting Corporation）は、かつて存在したシステムインテグレーター。本社を東京都渋谷区に置いていた。2022年にGMOメイクショップに合併し解散。

## 概要
EC（電子商取引、eコマース）サイト構築事業を中心に企業のIT化支援に取り組む。GMOインターネットグループ内では主に中規模から大規模のECサイト構築ビジネスを担っていた。

## 沿革
- 2000年（平成12年）4月 - グランスフィア株式会社を設立。
- 2004年（平成16年）3月 - グローバルメディアオンライン株式会社（現・GMOインターネットグループ）へ全営業権を譲渡。
- 2008年（平成20年）4月 -
  - 社名をGMOシステムコンサルティング株式会社に変更[3]。
  - ASP事業を核とする子会社「GMOデジタルコンテンツ流通」を設立[4]。
- 2009年（平成21年）8月 - 画像や音声、映像ファイルなどデジタルコンテンツを販売できるASPサービス「デジコンカート」の提供を開始[5]。
- 2018年（平成30年）
  - 2月 - エンタープライズ向けECパッケージ「ecOrigins by GMO」をリリース[6]。
  - 9月 -
    - メールアドレスと携帯電話番号で決済できるサービス「Paidy（ペイディー）」と業務提携[7]。
    - マルチシグ活用サービスを提供開始[8]。

  - 12月 - Shipeeeと台湾向け越境EC分野で業務提携[9]。
- 2019年（令和元年）
  - 8月 - カードレス後払い決済「atone」を提供するネットプロテクションズと業務提携[10]。
  - 11月 - アイレットとパートナー契約締結[11]。
- 2020年（令和2年）
  - 5月 - エンタープライズ向けECパッケージ「ecOrigins by GMO」を「ECオリジン by GMO」に名称変更。
  - 8月1日 - 親会社がGMOインターネットからGMOメイクショップに変更[12]。
- 2021年（令和3年）
  - 1月 - かっこと提携。ECでのチャージバックなどを防ぐ不正注文検知サービス「O-PLUX」を提供[13]。
  - 4月 -
    - GMOメイクショップとの共同ブランド「GMOクラウドEC」を発表[14]。
    - ECサイトでの量子コンピュータ活用の取り組み開始を発表。blueqatと業務提携[15][16]。

  - 7月 - KYCコンサルティングと協業、企業間取引におけるリスク確認業務の効率化を支援[17]
  - 9月 - 三井倉庫ロジスティクス、シナブルとの協業により、ECサイト構築から物流・販促までをサポートする「GMOクラウドEC パッケージECバリューセット」を提供開始[18]。
  - 10月 - AI技術でECサイトユーザーごとにパーソナライズされたレコメンドシステム「GMOクラウドEC レコメンドAI」を提供開始[19]。
- 2022年（令和4年）4月 - 親会社のGMOメイクショップ株式会社に吸収合併[20]。

## 事業所一覧
- 本社 - 東京都渋谷区桜丘町26番1号　セルリアンタワー
- 福岡支社 - 福岡県福岡市中央区大名1-14-45　QizTenjin 7F

## 主なサービス
- GMOクラウドEC パッケージEC（旧ECオリジン）
- GMOクラウドEC パッケージEC バリューセット
- GMOクラウドEC MakeShopエンタープライズ
- GMOクラウドEC クラウドEC
- GMOクラウドEC MA
- GMOクラウドEC 無形商材
- GMOクラウドEC レコメンドAI
- GMOクラウドEC 受発注Lite
- GMOクラウドEC Auction
- GMOクラウドEC Matching
- GMOクラウドEC Robotics
- GMOクラウドEC AI-OCR
- AI fun！（フォト、ライブマスク、ライブチャット、オートマスク）